# Кобченко Сергій Геннадійович
Сергі́й Генна́дійович Кобченко (6 червня 1972, м. Канів, Черкаська область, Українська РСР — 25 квітня 2017, м. Авдіївка, Донецька область, Україна) — український військовик, учасник війни на сході України, старший сержант Збройних сил України, гранатометник 72 ОМБр.

## Життєпис
Народився 1972 року в місті Каневі на Черкащині. 1987 закінчив 8 класів місцевої школи №4, по тому здобув професійно-технічну освіту в Санкт-Петербурзі. З 1990 по 1992 роки проходив строкову військову службу.
25 лютого 2016 року був призваний на військову службу за контрактом до 169-го навчального центру «Десна». Здобувши військово-облікову спеціальність гранатометника, в подальшому був направлений на службу в 72-гу окрему механізовану бригаду, в/ч А2167, м. Біла Церква.
Загинув від осколкових поранень (за іншими даними, від кулі снайпера) в результаті обстрілу проросійськими терористами опорного пункту у промзоні м. Авдіївка.
Похований 27 квітня на Алеї Слави центрального кладовища міста Канів.
По смерті залишилася доросла донька Валерія.

## Нагороди та вшанування
- Указом Президента України №175/2017 від 5 липня 2017 року «за особисту мужність, виявлену у захисті державного суверенітету та територіальної цілісності України, самовіддане виконання військового обов’язку» нагороджений орденом «За мужність» III ступеня (посмертно)[5].
- Нагороджений відзнакою облради «За заслуги перед Черкащиною» (посмертно).
- 27 квітня 2018 на фасаді Канівської ЗОШ № 4 встановлено пам'ятну дошку на честь випускника школи Сергія Кобченка[6].

## Фото з війни
Навесні 2018 фотографія Сергія Кобченка стала частиною експозиції фотовиставки «Arma — prossima tua» («Армія — наступна твоя») в Національному музеї міста Турин (Італія). Фотографи Роберто Траван і Пауло Сіккарді представили глядачам фото різних років і війн у різних країнах — Афганістані, Іраку, Сирії, Ізраїлі, країнах Африки. У лютому 2017 вони разом із волонтеркою Наталею Прилуцькою були в Авдіївці, де у той час проходив службу канівець Сергій Кобченко. Тоді Роберто Траван зробив його фото, завдяки якому про історію українського воїна дізналися тисячі європейців.